# Simulium argyreatum
Simulium argyreatum är en tvåvingeart som först beskrevs av Johann Wilhelm Meigen 1838.  Simulium argyreatum ingår i släktet Simulium och familjen knott. Arten är reproducerande i Sverige. Inga underarter finns listade i Catalogue of Life.